# ترکمنه‌کورن، امیرداغ
تورکمن آکورن، امیرداغ (به لاتین: Türkmenakören, Emirdağ) یک منطقهٔ مسکونی در ترکیه است که در امیرداغ واقع شده‌است.